# Avram Iancu, Bihor
Avram Iancu (maghiară Keményfok, Mártontelke, Kiskemény, Nagykemény, cunoscut și sub denumirea de Chemenfoc sau Regina Maria) este satul de reședință al comunei cu același nume din județul Bihor, Crișana, România.